# 安重進
安重進是唐朝大將，安重霸的弟弟，汉族人，雲州（今山西大同）人。

## 生平
安重进，是安重霸的弟弟，是唐朝云州人。性情特别凶恶。曾在事从唐庄宗时，以试剑的名义杀了人，逃往淮南。安重霸在前蜀，听前蜀主谈起此事，便将他从南吴国带出，并任命其为副将。安重进随着安重霸出任龙武小将戍守长道，期间又杀了人，逃归洛阳。前蜀被攻破后，安重进回到东方，唐明宗将他补任为各州马步军都指挥使。安重进后来犯下过错，被鞭笞背部致死。

## 家庭成员
哥哥：安重霸